# Cahide Sonku

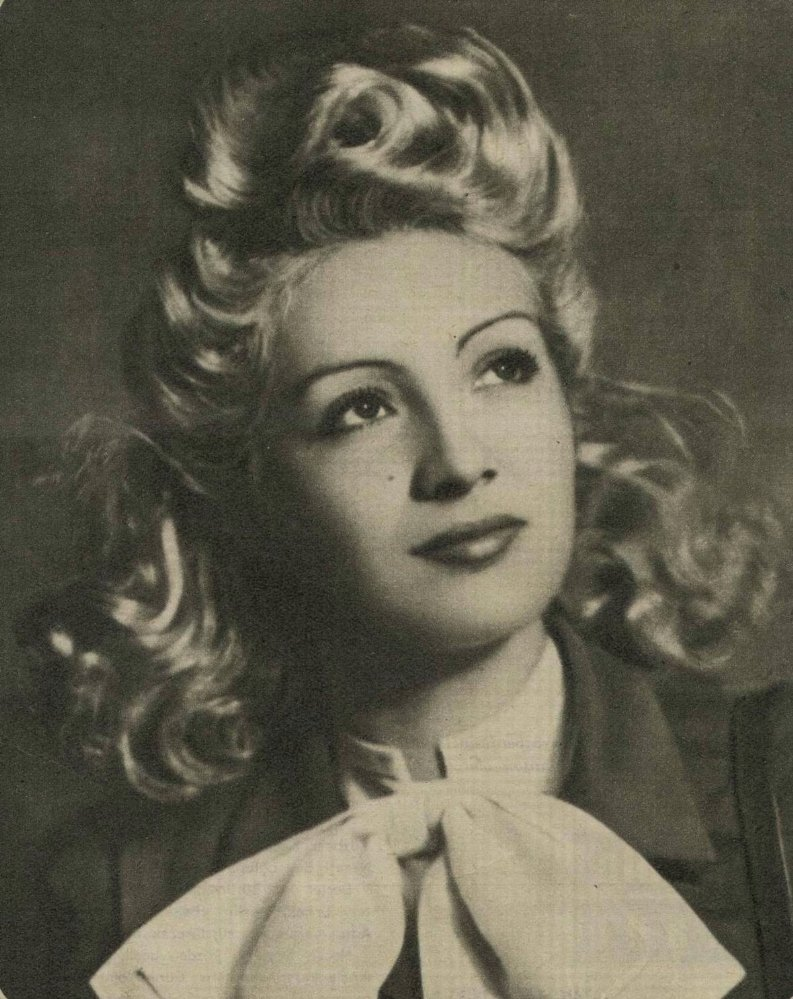
1940 im Film Şehvet Kurbanı

Cahide Serap, auch bekannt als Cahide Sonku (* 27. Dezember 1919 in Sanaa, Jemen, Osmanisches Reich; † 18. März 1981 in Istanbul, Türkei), war eine türkische Theater- und Filmschauspielerin sowie Regisseurin.

## Leben

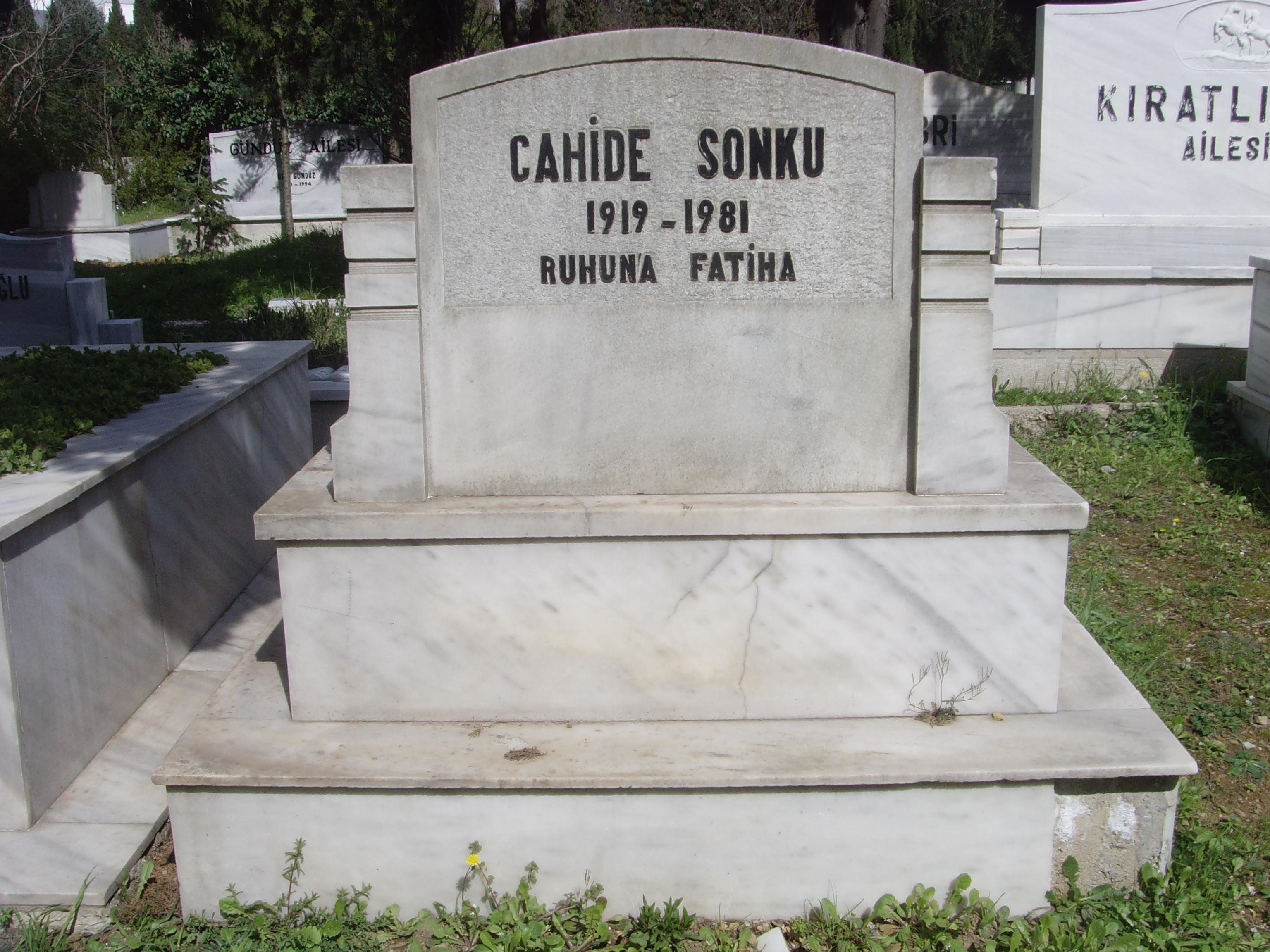
Grabstelle von Cahide Sonku auf dem Zincirlikuyu Friedhof.

Cahide Serap wurde als Tochter eines osmanischen Offiziers in Jemen geboren. Nach dem Zusammenbruch des Osmanischen Reiches siedelte die Familie nach Istanbul über. Im Alter von 16 Jahren hatte sie ihr Debüt als Theaterschauspielerin an den „Städtischen Theatern von Istanbul“ (İstanbul Şehir Tiyatroları). 1933 hatte sie ihr Filmdebüt in dem Musical Söz bir, Allah bir. Daraufhin folgten viele weitere Auftritte in verschiedenen Theateraufführungen und in einigen türkischen Filmproduktionen. 1949 war sie in dem Film Fedakar ana als Produzentin, Drehbuchautorin und Regisseurin tätig. Sie war damit die erste türkische Filmregisseurin und hatte sich zum ersten weiblichen Star in der türkischen Filmgeschichte etabliert. Weiterhin wirkte sie danach noch in einigen Filmen in unterschiedlichen Funktionen mit. Im Jahr 1950 gründete sie ihre eigene Produktionsfirma Sonku Film. Ihren letzten Auftritt als Schauspielerin hatte sie 1971 in dem Film Mıstıkk.
Cahide Serap war dreimal verheiratet und wurde jeweils wieder geschieden. Sie starb kinderlos im Alter von 61 Jahren in Istanbul, wo sie auf dem Friedhof Zincirlikuyu beigesetzt wurde.

## Filmografie

### Schauspielerin
- 1933: Söz bir, Allah bir
- 1934: Bataklı Damın Kızı
- 1940: Şehvet Kurbanı
- 1940: Akasya Palas
- 1945: Yayla Kartalı
- 1946: Senede Bir Gün
- 1947: Yuvamı Yıkamazsın
- 1949: Fedakar Ana
- 1951: Vatan ve Namık Kemal
- 1952: Günahını Ödeyen Adam
- 1953: Beklenen Şarkı
- 1955: İlk ve Son
- 1956: Büyük Sır
- 1962: Ayşecik - Yavru Melek
- 1965: Yahya Peygamber
- 1965: Korkusuzlar
- 1965: Düşman Kardeşler
- 1965: Beyaz Atlı Adam
- 1965: Sevgim ve Gururum
- 1966: Sevda Çiçegim
- 1966: Kovboy Ali
- 1966: El Kızı
- 1966: Çalıkuşu
- 1966: At, Avrat, Silah
- 1966: Sokak Kızı
- 1967: Serseriler Kralı
- 1967: Bizansı Titreten Yiğit
- 1971: Mıstıkk

### Filmregisseurin
- 1949: Fedakar ana
- 1951: Vatan ve Namik Kemal
- 1953: Beklenen sarki

### Drehbuchautorin
- 1949: Fedakar ana
- 1951: Vatan ve Namik Kemal

### Filmproduzentin
- 1949: Fedakar ana
- 1951: Vatan ve Namik Kemal
- 1951: Güldagli Cemile
- 1952: Günahini ödeyen adam
- 1952: Kahpenin kizi
- 1953: Beklenen sarki
- 1954: Bozkurt obasi
- 1955: Ilk ve son
- 1956: Kara çali
- 1956: Büyük sir